# I Was Looking at the Ceiling and Then I Saw the Sky
I Was Looking at the Ceiling and Then I Saw the Sky est un opéra/comédie musicale de John Adams, livret de June Jordan,  créée en mai 1995 à Berkeley (Californie) dans une mise en scène de Peter Sellars.

## Historique
L'histoire de I Was Looking at the Ceiling and Then I Saw the Sky est basée sur les suites du tremblement de terre de Los Angeles en 1994, et décrit les réactions de sept jeunes américains de milieux sociaux et ethniques divers, durant l'événement. Le titre est l'une des réactions d'un des personnages, sa traduction est : Je regardais le plafond et soudain je vis le ciel.

## Argument
Personnages
- Dewain
- David
- Leila
- Consuelo
- Mike
- Tiffany
- Rick

## Structure
- Acte I ~ 44 min
  - Ensemble : I Was Looking at the Ceiling and Then I Saw the Sky
  - A Sermon on Romance
  - Consuelo's Dream
  - Mike Song About Arresting a Particular Individual
  - Tiffany's Solo
  - Song About the On-Site Altercation
  - Song About the Bad Boys and the News
  - Your Honor My Client Is a Young Black Man
  - Leila's Song
- Acte II ~ 26 min
  - Three Weeks and Still Outta My Mind
  - Crushed by the Rock I Been Standing On
  - Dewain's Song of Liberation and Surprise
  - ¡ Este país !
  - One Last Look at the Angel in Your Eyes
  - Finale

## Discographie
- Enregistrement de la création de l'œuvre sous la direction de John Adams chez Nonesuch Records.
- Orchestre Philharmonique de Montpellier dirigé par René Bosc chez Actes Sud.
- The Band of Holst-Sinfonietta dirigé par Klaus Simon chez Naxos.